# Lowell (Oregon)
Lowell is een plaats (city) in de Amerikaanse staat Oregon, en valt bestuurlijk gezien onder Lane County.

## Demografie
Bij de volkstelling in 2000 werd het aantal inwoners vastgesteld op 857. In 2006 is het aantal inwoners door het United States Census Bureau geschat op 948, een stijging van 91 (10,6%).

## Geografie
Volgens het United States Census Bureau beslaat de plaats een oppervlakte van 3,1 km², waarvan 2,4 km² land en 0,7 km² water. Lowell ligt op ongeveer 224 m boven zeeniveau.

## Plaatsen in de nabije omgeving
De onderstaande figuur toont nabijgelegen plaatsen in een straal van 32 km rond Lowell.